# هرمناوات
الهرمناوات (الاسم العلمي: Herminiinae ) هي أسرة من الحشرات تتبع الفصيلة الأربوسية من رتبة حرشفيات الأجنحة.

## أجناس الهرمناوات
- الهرمنية
- الخصلاء